# 委托保护国
委托保护国指的是代表在某驻在国无外交代表机构主权国家的国家。 两国断交时任命保护权是很常见的。保护国负责照管受保护国的外交财产和其在驻在国的公民。如果外交关系因战争爆发而中断，保护国也会调查战俘的福利，照顾敌占区平民的利益。
委托保护权的制度可以追溯到1870年的普法战争，而最终得以在《1929年日内瓦公约》中予以正式确认。委托保护权在1949年的《日内瓦四公约》中都得到了授权；其中在第一附加议定书里确认了国际红十字会本身可以确立为戰时委托保护机构。而在和平时期确立委托保护国的做法也在1961年的《维也纳外交关系公约》里得到了确认。

## 外交定义

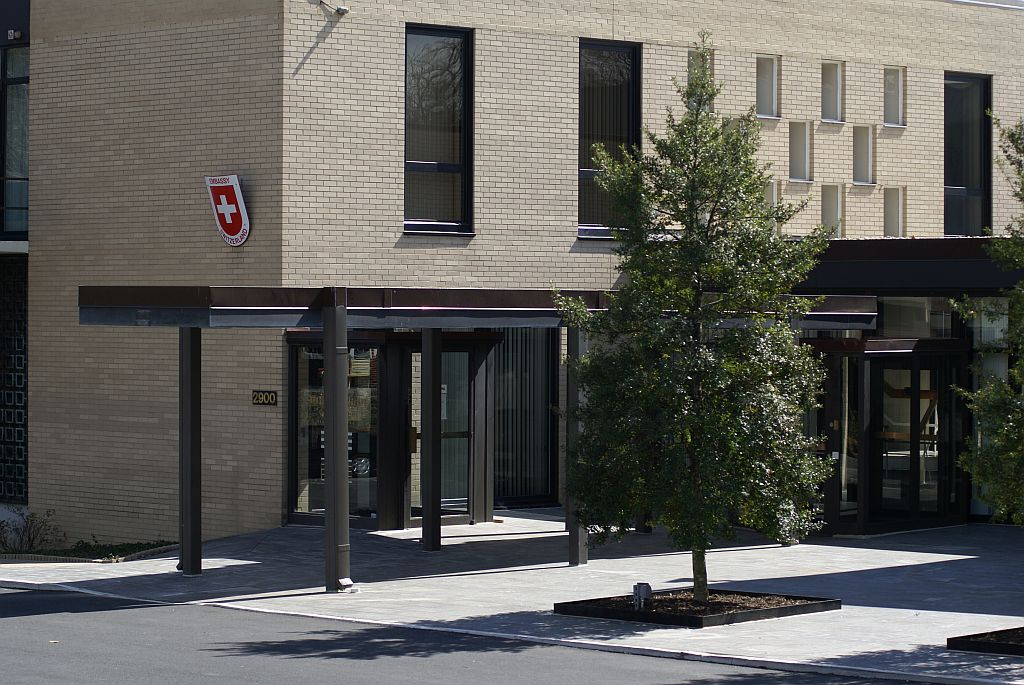
1991年至2015年期间，位于华盛顿特区的瑞士駐美國大使館同样也是古巴利益的正式代表机构。

委托保护国由委托被保护国指定，且必须为驻在国所接受。因此，委托保护国必须与委托被保护国及驻在国都保持外交关系。而处于战争状态时，《日内瓦公约》要求委托保护国必须保持“中立”。具体的责任和安排由保护国、被保护国和驻在国共同商定。
当处于综合性委托时，保护国代表时被保护国在驻在国履行大部分外交职能。如果处于争执中的两国关系敌对到没有在彼此的领土上派驻外交或领事人员时，委托保护国就是必要存在的。例如：瑞典为美国、加拿大及澳大利亚在朝鲜执行有限的领事职能。
其他的情况还包括断绝了外交关系的两个国家仍然愿意保持非正式的人员往来关系，此时委托保护权就成为促进这种交往的有利机制。受保护国在该驻在国的外交机构依然由受保护国的外交人员组成，但是在名义上则称呼为保护国大使馆的“利益代表处”。1991年至2015年期间，位于美国华盛顿特区的古巴利益代表处由古巴外交人员组成并占据了原古巴驻美大使馆为办事地点；随后该部门连同该建筑均正式成为瑞士驻美大使馆的一部分。但是，当两国关系异常紧张时，例如处于战争状态时，受保护国的“利益代表处”成员会改由保护国的外交人员担任。海湾战争时期，当伊拉克与美国断交时，波兰就成为美国在伊拉克的委托保护国；波兰大使馆美国利益代表处在当时由一名波兰外交官领导。
断交两国并不需要选择同一个委托保护国，虽然这样便于交流。每个国家都可以指定不同的委托保护国，只要其他国家认可这种选择。同时也没有要求一个国家在同一个驻在国只能选择一个委托保护国，例如在第二次世界大战期间，日本就委托过西班牙、瑞典和瑞士担任其在美国的保护国。

## 现有案例
| 保护国   | 被保护国     | 驻在国       | 委托领域   | 备注 |
| -------- | ------------ | ------------ | ---------- | ---- |
| 加拿大   | 以色列       | 古巴         |            |      |
| 加拿大   | 以色列       | 委內瑞拉     | 利益代表处 |      |
| 捷克     | 美国         | 叙利亚       | 利益代表处 |      |
| 希腊     | 埃及         |              | 示例       | 示例 |
| 伊朗     | 亞美尼亞     |              | 示例       | 示例 |
| 伊朗     |              | 亞美尼亞     | 示例       | 示例 |
| 義大利   | 加拿大       | 伊朗         | 示例       | 示例 |
| 阿曼     | 伊朗         | 加拿大       | 示例       | 示例 |
| 巴基斯坦 | 伊朗         | 美国         | 示例       | 示例 |
| 羅馬尼亞 |              | 叙利亚       | 示例       | 示例 |
| 羅馬尼亞 | 加拿大       | 叙利亚       | 示例       | 示例 |
| 羅馬尼亞 | 法國         | 叙利亚       | 示例       | 示例 |
| 羅馬尼亞 | 摩尔多瓦     | 叙利亚       | 示例       | 示例 |
| 西班牙   | 委內瑞拉     | 以色列       | 示例       | 示例 |
| 瑞典     |              |              | 示例       | 示例 |
| 瑞典     | 加拿大       | 示例         | 示例       |      |
| 瑞典     | 丹麦         | 示例         | 示例       |      |
| 瑞典     | 芬兰         | 示例         | 示例       |      |
| 瑞典     | 法國         | 示例         | 示例       |      |
| 瑞典     | 冰島         | 示例         | 示例       |      |
| 瑞典     | 義大利       | 示例         | 示例       |      |
| 瑞典     | 挪威         | 示例         | 示例       |      |
| 瑞典     | 西班牙       | 示例         | 示例       |      |
| 瑞典     | 美国         | 示例         | 示例       |      |
| 瑞士     | 加拿大       | 伊朗         | 示例       | 示例 |
| 瑞士     |              | 俄羅斯       | 示例       | 示例 |
| 瑞士     | 伊朗         | 埃及         | 示例       | 示例 |
| 瑞士     | 伊朗         | 沙烏地阿拉伯 | 示例       | 示例 |
| 瑞士     | 俄羅斯       |              | 示例       | 示例 |
| 瑞士     | 沙烏地阿拉伯 | 伊朗         | 示例       | 示例 |
| 瑞士     | 美国         | 伊朗         | 示例       | 示例 |
| 瑞士     | 美国         | 委內瑞拉     | 示例       | 示例 |
| 土耳其   | 美国         | 利比亞       | 示例       | 示例 |
| 土耳其   | 委內瑞拉     | 美国         | 示例       | 示例 |
|          | 美国         | 塔利班       | 示例       | 示例 |

### 脚注

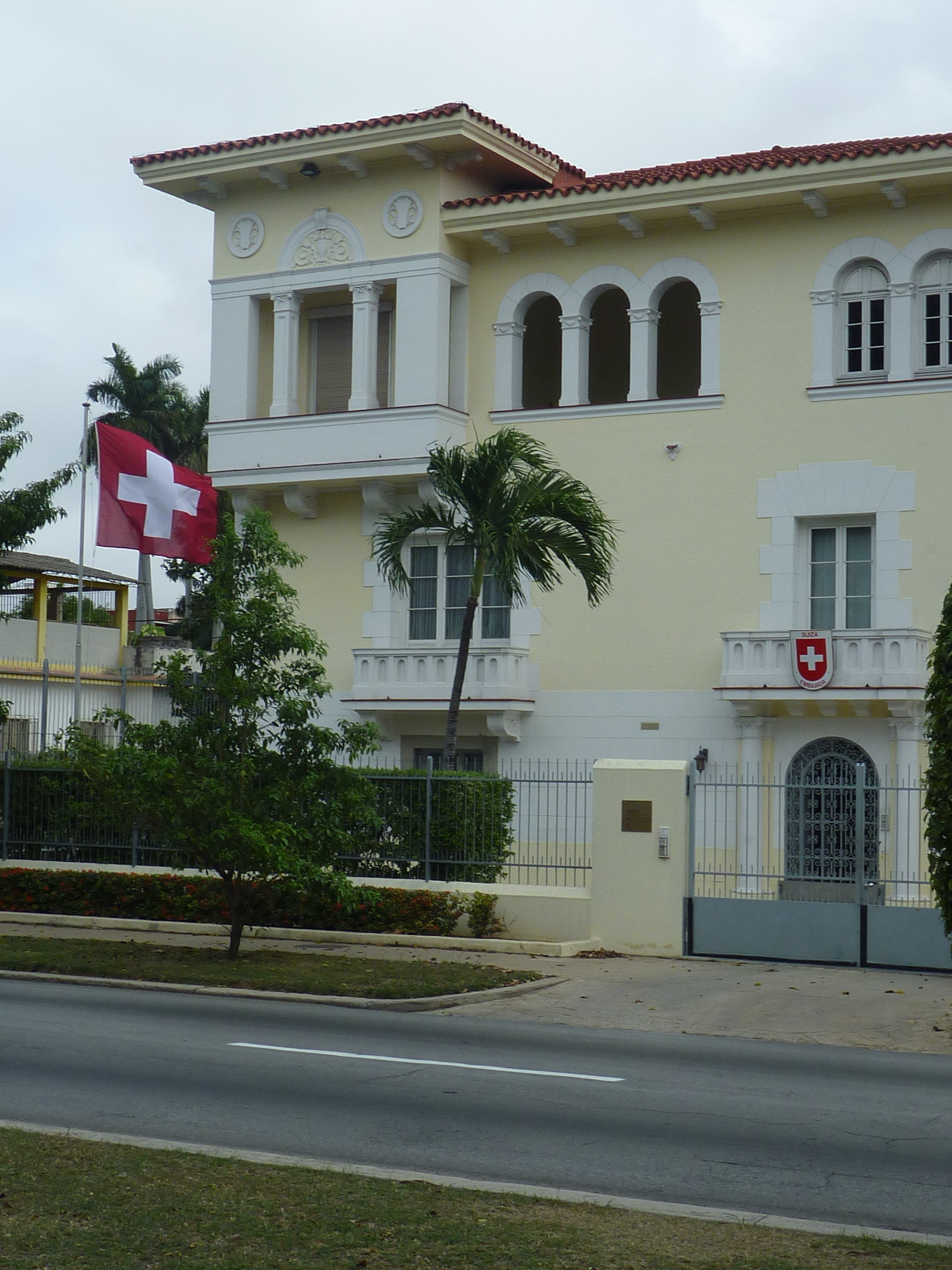
1961年至2015年期间，瑞士成为美国在古巴的委托保护国。美国驻哈瓦那利益代表处虽然实际上由美国外交服務體系组建，但在名义上却属于瑞士大使馆的一个部门。

1. ↑  中文译名参考自中华民国教育部国家教育研究院的双语词汇、学术名词暨辞书资讯网。

### 出典
1. 1 2  Stéphane Bussard. . 洛桑: 时报（英语：Le Temps）. 2015-07-19  [2021-10-25]. （原始内容存档于2016-06-18） （法语）.
2. ↑  James J. Blake. . David D. Newsom  (编). . 伦敦: Hurst Publishers. 1990: 5–17  [2021-10-25]. ISBN 9780934742467 （英语）.
3. ↑  . 联合国. 1961-04-18  [2021-10-25]. （原始内容存档于2021-10-25） （中文（简体））.
4. ↑  . 美国国务院. 2018-04-30  [2021-10-25]. （原始内容存档于2019-05-02） （英语）.
5. ↑  . 路透社. 2020-08-18  [2021-10-26]. （原始内容存档于2021-10-27） （英语）. Sweden acts as the consular representative of the United States, Australia and Canada, among others, in North Korea.
6. ↑  . 美国国务院. 2003-02-28  [2021-10-26]. （原始内容存档于2017-11-17） （英语）.
7. ↑  Howard S. Levie. . American Journal of International Law. 1861-04, 55 (2): 374 – 397. JSTOR 2196124. doi:10.2307/2196124 （英语）.